# Platycheirus inversus
Platycheirus inversus är en tvåvingeart som beskrevs av Ide 1926. Platycheirus inversus ingår i släktet fotblomflugor, och familjen blomflugor. Inga underarter finns listade i Catalogue of Life.